# Grand Prix de Macao de Formule 3 1996
Le Grand Prix de Macao de Formule 3 1996 est la 43e édition de l'épreuve macanaise réservée aux monoplaces de Formule 3. Elle s'est déroulée du 21 au 24 novembre 1996 sur le tracé urbain de Guia.
Les organisateurs de l'épreuve ont admis en 2007 qu'à la suite d'une erreur de chronométrage, la victoire aurait dû revenir à Jarno Trulli et non à Ralph Firman. Le palmarès reste néanmoins en l'état[réf. nécessaire].

## Participants
| No | Pilotes            | Voiture                  | Écurie                           |
| -- | ------------------ | ------------------------ | -------------------------------- |
| 1  | Jarno Trulli       | Dallara Opel-Spiess (en) | Opel Team KMS Benetton Formula   |
| 2  | Rui Águas          | Dallara Opel-Spiess (en) | Opel Team KMS Benetton Formula   |
| 3  | Soheil Ayari       | Dallara Opel-Spiess (en) | Graff Racing                     |
| 5  | Tom Coronel        | Tom's Toyota             | Tom's                            |
| 6  | Takashi Yokoyama   | Tom's Toyota             | Tom's                            |
| 31 | Brian Smith        | Tom's Toyota             | Tom's                            |
| 32 | Guy Smith          | Tom's Toyota             | Tom's                            |
| 7  | Andrea Boldrini    | Dallara Opel-Spiess      | RC Motorsport                    |
| 8  | Ralph Firman       | Dallara Honda-Mugen NB   | Paul Stewart Racing              |
| 9  | Pedro de la Rosa   | Dallara Honda-Mugen NB   | Paul Stewart Racing              |
| 10 | Max Angelelli      | Dallara Opel-Spiess      | Opel Team Bertram Schäfer Racing |
| 11 | Arnd Meier         | Dallara Opel-Spiess      | Opel Team Bertram Schäfer Racing |
| 12 | Nick Heidfeld      | Dallara Opel-Spiess      | Opel Team Bertram Schäfer Racing |
| 15 | Michele Gasparini  | Dallara Fiat             | EF Project                       |
| 17 | Brian Cunningham   | Dallara Honda-Mugen NB   | Alan Docking Racing              |
| 18 | Kurt Mollekens     | Dallara Honda-Mugen NB   | Alan Docking Racing              |
| 19 | André Couto        | Dallara Fiat             | Prema Powerteam                  |
| 21 | Sébastien Boulet   | Dallara Fiat             | Prema Powerteam                  |
| 22 | Juan Pablo Montoya | Dallara Mitsubishi       | Fortec Motorsport                |
| 23 | Jamie Davies       | Dallara Mitsubishi       | Fortec Motorsport                |
| 25 | Jonny Kane         | Dallara Opel-Spiess      | Opel Team GM Motorsport          |
| 26 | Steffen Widmann    | Dallara Opel-Spiess      | Opel Team GM Motorsport          |
| 28 | Guillaume Greuet   | Dallara Fiat             | La Filière                       |
| 29 | Davide Campana     | Dallara Opel-Spiess      | Racing For Europe                |
| 30 | Keiichi Nishimiya  | Dallara Opel-Spiess (en) | Tomei Sport Opel                 |
| 33 | Darren Manning     | Dallara Honda-Mugen NB   | Speedsport F3 Racing Team        |
| 35 | Tim Verbergt       | Dallara Fiat             | Parma Motorsport                 |
| 64 | Koji Yamanishi     | Dallara Opel-Spiess      | Nakajima Honda                   |

## 1recourse
Qualification
| Ligne | Positions sur la grille de départ     | Positions sur la grille de départ      | Positions sur la grille de départ |
| ----- | ------------------------------------- | -------------------------------------- | --------------------------------- |
| 1re   | 1. Max Angelelli (2 min 19 s 852)     | 2. Tom Coronel (2 min 20 s 203)        |                                   |
| 2e    | 3. Jimmy Davies (2 min 20 s 403)      | 4. Ralph Firman (2 min 20 s 601)       |                                   |
| 3e    | 5. Jarno Trulli (2 min 20 s 616)      | 6. Kurt Mollekens (2 min 20 s 961)     |                                   |
| 4e    | 7. André Couto (2 min 21 s 035)       | 8. Juan Pablo Montoya (2 min 21 s 147) |                                   |
| 5e    | 9. Rui Águas (2 min 21 s 229)         | 10. Michele Gasparini (2 min 21 s 466) |                                   |
| 6e    | 11. Soheil Ayari (2 min 21 s 484)     | 12. Pedro de la Rosa (2 min 21 s 529)  |                                   |
| 7e    | 13. Nick Heidfeld (2 min 21 s 960)    | 14. Keiichi Nishimiya (2 min 21 s 965) |                                   |
| 8e    | 15. Darren Manning (2 min 22 s 250)   | 16. Guillaume Greuet (2 min 22 s 339)  |                                   |
| 9e    | 17. Guy Smith (2 min 22 s 658)        | 18. Arnd Meier (2 min 22 s 847)        |                                   |
| 10e   | 19. Brian Smith (2 min 22 s 938)      | 20. Brian Cunningham (2 min 23 s 244)  |                                   |
| 11e   | 21. Steffen Widmann (2 min 24 s 095)  | 22. Jonny Kane (2 min 24 s 215)        |                                   |
| 12e   | 23. Takashi Yokoyama (2 min 24 s 831) | 24. Davide Campana (2 min 25 s 188)    |                                   |
| 13e   | 25. Sébastien Boulet (2 min 28 s 310) | 26. Koji Yamanishi (2 min 32 s 597)    |                                   |
| 14e   | 27. Andrea Boldrini (4 min 57 s 047)  |                                        |                                   |

Résultat
| Pos. | no | Pilote             | Voiture             | Tours | Temps/Abd.       |
| ---- | -- | ------------------ | ------------------- | ----- | ---------------- |
| 1    | 12 | Nick Heidfeld      | Dallara Opel-Spiess | 15    | 35 min 1 s 315   |
| 2    | 8  | Ralph Firman       | Dallara Honda-Mugen | 15    | + 1 s 185        |
| 3    | 10 | Max Angelelli      | Dallara Opel-Spiess | 15    | + 4 s 879        |
| 4    | 1  | Jarno Trulli       | Dallara Opel-Spiess | 15    | + 9 s 899        |
| 5    | 3  | Soheil Ayari       | Dallara Opel-Spiess | 15    | + 11 s 899       |
| 6    | 5  | Tom Coronel        | Tom's Toyota        | 15    | + 12 s 804       |
| 7    | 22 | Juan Pablo Montoya | Dallara Mitsubishi  | 15    | + 26 s 088       |
| 8    | 2  | Rui Águas          | Dallara Opel-Spiess | 15    | + 35 s 521       |
| 9    | 33 | Darren Manning     | Dallara Honda-Mugen | 15    | + 41 s 413       |
| 10   | 9  | Pedro de la Rosa   | Dallara Honda-Mugen | 15    | + 41 s 510       |
| 11   | 11 | Arnd Meier         | Dallara Opel-Spiess | 15    | + 45 s 027       |
| 12   | 19 | André Couto        | Dallara Fiat        | 15    | + 46 s 199       |
| 13   | 15 | Michele Gasparini  | Dallara Fiat        | 15    | + 52 s 114       |
| 14   | 25 | Jonny Kane         | Dallara Opel-Spiess | 15    | + 52 s 455       |
| 15   | 18 | Brian Cunningham   | Dallara Honda-Mugen | 15    | + 52 s 827       |
| 16   | 32 | Guy Smith          | Tom's Toyota        | 15    | + 55 s 245       |
| 17   | 26 | Steffen Widmann    | Dallara Opel-Spiess | 15    | + 59 s 966       |
| 18   | 28 | Guillaume Greuet   | Dallara Fiat        | 15    | + 1 min 1 s 778  |
| 19   | 23 | Jamie Davies       | Dallara Mitsubishi  | 15    | + 1 min 29 s 074 |
| 20   | 6  | Takashi Yokoyama   | Tom's Toyota        | 15    | + 1 min 52 s 478 |
| 21   | 30 | Keiichi Nishimiya  | Dallara Opel-Spiess | 15    | + 2 min 20 s 694 |
| 22   | 64 | Koji Yamanishi     | Dallara Honda-Mugen | 15    | + 2 min 23 s 409 |
| 23   | 35 | Tim Verbergt       | Dallara Fiat        | 14    | + 1 tour         |

## 2ecourse
Qualification
| Ligne | Positions sur la grille de départ      | Positions sur la grille de départ      | Positions sur la grille de départ |
| ----- | -------------------------------------- | -------------------------------------- | --------------------------------- |
| 1re   | 1. Nick Heidfeld (2 min 19 s 082)      | 2. Jarno Trulli (2 min 19 s 166)       |                                   |
| 2e    | 3. Soheil Ayari (2 min 19 s 201)       | 4. Ralph Firman (2 min 19 s 246)       |                                   |
| 3e    | 5. Jimmy Davies (2 min 19 s 558)       | 6. Max Angelelli (2 min 19 s 687)      |                                   |
| 4e    | 7. Juan Pablo Montoya (2 min 20 s 050) | 8. Pedro de la Rosa (2 min 20 s 195)   |                                   |
| 5e    | 9. Tom Coronel (2 min 20 s 203)        | 10. Michele Gasparini (2 min 20 s 272) |                                   |
| 6e    | 11. Darren Manning (2 min 20 s 322)    | 12. Kurt Mollekens (2 min 20 s 647)    |                                   |
| 7e    | 13. Rui Águas (2 min 20 s 855)         | 14. Keiichi Nishimiya (2 min 21 s 016) |                                   |
| 8e    | 15. André Couto (2 min 21 s 035)       | 16. Brian Cunningham (2 min 21 s 178)  |                                   |
| 9e    | 17. Arnd Meier (2 min 21 s 207)        | 18. Jonny Kane (2 min 21 s 380)        |                                   |
| 10e   | 19. Andrea Boldrini (2 min 21 s 400)   | 20. Brian Smith (2 min 21 s 812)       |                                   |
| 11e   | 21. Guy Smith (2 min 21 s 888)         | 22. Guillaume Greuet (2 min 22 s 339)  |                                   |
| 12e   | 23. Sébastien Boulet (2 min 22 s 613)  | 24. Steffen Widmann (2 min 22 s 768)   |                                   |
| 13e   | 25. Davide Campana (2 min 22 s 899)    | 26. Koji Yamanishi (2 min 23 s 176)    |                                   |
| 14e   | 27. Takashi Yokoyama (2 min 23 s 301)  | 28. Tim Verbergt (2 min 30 s 288)      |                                   |

Résultat
Le meilleur tour est effectué par Tom Coronel en 2 min 18 s 598 au 11e tour.
| Pos. | no | Pilote            | Voiture             | Tours | Temps/Abd        |
| ---- | -- | ----------------- | ------------------- | ----- | ---------------- |
| 1    | 1  | Jarno Trulli      | Dallara Opel-Spiess | 12    | 28 min 8 s 958   |
| 2    | 3  | Soheil Ayari      | Dallara Opel-Spiess | 12    | + 0 s 812        |
| 3    | 5  | Tom Coronel       | Tom's Toyota        | 12    | + 1 s 769        |
| 4    | 8  | Ralph Firman      | Dallara Honda-Mugen | 12    | + 3 s 333        |
| 5    | 10 | Max Angelelli     | Dallara Opel-Spiess | 12    | + 4 s 179        |
| 6    | 19 | André Couto       | Dallara Fiat        | 12    | + 6 s 188        |
| 7    | 9  | Pedro de la Rosa  | Dallara Honda-Mugen | 12    | + 8 s 473        |
| 8    | 23 | Jamie Davies      | Dallara Mitsubishi  | 12    | + 11 s 379       |
| 9    | 33 | Darren Manning    | Dallara Honda-Mugen | 12    | + 13 s 674       |
| 10   | 32 | Guy Smith         | Tom's Toyota        | 12    | + 14 s 628       |
| 11   | 15 | Michele Gasparini | Dallara Fiat        | 12    | + 19 s 781       |
| 12   | 12 | Nick Heidfeld     | Dallara Opel-Spiess | 12    | + 24 s 676       |
| 13   | 31 | Brian Smith       | Tom's Toyota        | 12    | + 41 s 436       |
| 14   | 28 | Guillaume Greuet  | Dallara Fiat        | 12    | + 43 s 060       |
| 15   | 64 | Koji Yamanishi    | Dallara Honda-Mugen | 12    | + 45 s 409       |
| 16   | 30 | Keiichi Nishimiya | Dallara Opel-Spiess | 12    | + 52 s 322       |
| 17   | 17 | Kurt Mollekens    | Dallara Honda-Mugen | 12    | + 55 s 333       |
| 18   | 26 | Steffen Widmann   | Dallara Opel-Spiess | 12    | + 58 s 868       |
| 19   | 21 | Sébastien Boulet  | Dallara Fiat        | 12    | + 1 min 0 s 372  |
| 20   | 29 | Davide Campana    | Dallara Opel-Spiess | 12    | + 1 min 25 s 702 |
| 21   | 25 | Jonny Kane        | Dallara Opel-Spiess | 12    | + 1 min 29 s 028 |

## Résultat final
| Pos. | no | Pilote            | Voiture             | Tours | Temps/Abd.         |
| ---- | -- | ----------------- | ------------------- | ----- | ------------------ |
| 1    | 8  | Ralph Firman      | Dallara Honda-Mugen | 27    | 1 h 3 min 14 s 791 |
| 2    | 10 | Max Angelelli     | Dallara Opel-Spiess | 27    | + 4 s 540          |
| 3    | 1  | Jarno Trulli      | Dallara Opel-Spiess | 27    | + 5 s 381          |
| 4    | 3  | Soheil Ayari      | Dallara Opel-Spiess | 27    | + 8 s 381          |
| 5    | 5  | Tom Coronel       | Tom's Toyota        | 27    | + 10 s 055         |
| 6    | 12 | Nick Heidfeld     | Dallara Opel-Spiess | 27    | + 20 s 158         |
| 7    | 9  | Pedro de la Rosa  | Dallara Honda-Mugen | 27    | + 45 s 465         |
| 8    | 19 | André Couto       | Dallara Fiat        | 27    | + 47 s 869         |
| 9    | 33 | Darren Manning    | Dallara Honda-Mugen | 27    | + 50 s 569         |
| 10   | 32 | Guy Smith         | Tom's Toyota        | 27    | + 1 min 5 s 355    |
| 11   | 15 | Michele Gasparini | Dallara Fiat        | 27    | + 1 min 7 s 377    |
| 12   | 23 | Jamie Davies      | Dallara Mitsubishi  | 27    | + 1 min 36 s 395   |
| 13   | 28 | Guillaume Greuet  | Dallara Fiat        | 27    | + 1 min 40 s 320   |
| 14   | 26 | Steffen Widmann   | Dallara Opel-Spiess | 27    | + 1 min 54 s 316   |
| 15   | 25 | Jonny Kane        | Dallara Opel-Spiess | 27    | + 2 min 16 s 965   |
| 16   | 64 | Koji Yamanishi    | Dallara Honda-Mugen | 27    | + 3 min 4 s 300    |
| 17   | 30 | Keiichi Nishimiya | Dallara Opel-Spiess | 27    | + 3 min 8 s 498    |